# 16418 Lortzing
16418 Lortzing (1987 SD10) là một tiểu hành tinh vành đai chính được phát hiện ngày 29 tháng 9 năm 1987 bởi F. Borngen ở Tautenburg.